# Claude Basire
Pour les articles homonymes, voir Basire et Bazire.
Claude Basire ou Bazire, né le 15 mai 1764 à Dijon et guillotiné le 5 avril 1794 à Paris, est un homme politique français, député de la Côte-d'Or à la Convention nationale durant la Révolution française.

## Biographie
Sous l'Ancien Régime, Claude Basire est archiviste aux États de Bourgogne.

### Mandat à la Législative
La France devient une monarchie constitutionnelle en application de la constitution du 3 septembre 1791. Le même mois, François Chabot, alors membre du directoire du district de Dijon, est élu député du département de la Côte-d'Or, le dixième et dernier, à l'Assemblée nationale législative.
L'historien Alphonse Aulard juge que François Chabot incarne, aux côtés de ses collègues François Chabot (député du Loir-et-Cher) et Antoine Merlin (député de la Moselle), le trio cordelier à la Législative et qu'ils comptent « parmi les partisans les plus zélés de [la] politique » de Georges Danton.

### Mandat à la Convention
La monarchie prend fin à l'issue de la journée du 10 août 1792 : les bataillons de fédérés bretons et marseillais et les insurgés des faubourgs de Paris prennent le palais des Tuileries. Louis XVI est suspendu et incarcéré, avec sa famille, à la tour du Temple.
En septembre 1792, Claude Basire est réélu député de la Côte-d'Or, le premier sur dix, à la Convention nationale.
Il siège sur les bancs de la Montagne. Lors du procès de Louis XVI, il vote la mort et rejette l'appel au peuple et le sursis à l'exécution de la peine.
Le 25 février 1793, aux côtés de Louis Legendre (député de Paris) et de Joseph Rovère (député du Vaucluse), Claude Basire est envoyé en mission à Lyon afin d'y apaiser les troubles. En avril, il est absent lors du scrutin sur la mise en accusation de Jean-Paul Marat. En mai, il vote contre le rétablissement de la Commission des Douze.
Le 1er brumaire an II (le 22 octobre 1793), Basire est élu secrétaire aux côtés de d'Antoine-François Fourcroy (député de Paris) et de Charles Duval (député d'Ille-et-Vilaine), sous la présidence de Moyse Bayle.
Le 9 brumaire (le 30 octobre), il appuie la proposition de Jean-Pierre-André Amar (député de l'Isère) d'interdire aux femmes du droit de constituer des sociétés populaires. Le 17 brumaire (le 7 novembre), il s'oppose au décret d'arrestation contre Michel-Mathieu Lecointe-Puyraveau (député des Deux-Sèvres). Le 20 (10 novembre), il appuie les motion de François Chabot et de Pierre Philippeaux (député de la Sarthe) pour qu'aucun député ne puisse être décrété d'accusation devant le tribunal révolutionnaire avant d'avoir été entendu au sein de la Convention.
Le 24 brumaire (le 14 novembre), Claude Basire et François Chabot dénoncent au Comité de sûreté générale leurs collègues Joseph Delaunay « d'Angers » et Jean Julien « de Toulouse » dans le cadre de l'affaire de la Compagnie des Indes. Ils sont tous les quatre décrétés d'arrestation le 28 (le 18 novembre) et décrétés d'accusation devant le tribunal révolutionnaire le 29 ventôse an II (le 19 mars 1794). Basire et ses coaccusés sont condamnés à mort et exécutés le 16 germinal (le 5 avril) aux côtés des dantonistes. Ils sont inhumés au cimetière des Errancis.